# Peter MacNicol
Peter MacNicol, né le 10 avril 1954 à Dallas, au Texas, est un acteur américain.

## Biographie

### Jeunesse & famille
Peter C. MacNicol est né le 10 avril 1954 à Dallas (Texas).

### Carrière
Il est essentiellement connu pour son rôle de John Cage, avocat associé principal déjanté aux plaidoiries tarabiscotées et aux drôles de lubies, dans la série Ally McBeal. Plus récemment, il tient le rôle du physicien Larry Fleinhardt dans la série Numb3rs, et de Tom Lennox, le secrétaire général de la Maison-Blanche dans la série 24 heures chrono. Il joue le rôle d'Elliott Randolph, un ancien guerrier asgardien, reconverti professeur d'histoire, dans la série Marvel : Les Agents du SHIELD.

### Vie privée
Peter MacNicol réside à Los Angeles avec sa femme, qui dirige le Fonds de bourses Corie Williams, une fondation à but non lucratif qui fournit des bourses pour les enfants du centre-ville de Los Angeles.

## Filmographie

### Comme acteur

#### Cinéma
- 1981 : Le Dragon du lac de feu (Dragonslayer) de Matthew Robbins : Galen
- 1982 : Le Choix de Sophie (Sophie's Choice) d'Alan J. Pakula : Stingo
- 1986 : Heat de Dick Richards : Cyrus Kinnick
- 1989 : American Blue Note de Ralph Toporoff : Jack Solow
- 1989 : SOS Fantômes 2 (Ghostbusters II) d'Ivan Reitman : Dr Janosz Poha
- 1991 : Hard Promises de Martin Davidson : Stuart
- 1992 : Fais comme chez toi ! (House Sitter) de Frank Oz : Marty
- 1993 : Les Valeurs de la famille Addams (Addams Family Values) de Barry Sonnenfeld : Gary Granger
- 1994 : Radioland Murders de Mel Smith : Son Writer
- 1995 : Dracula, mort et heureux de l'être (Dracula: Dead and Loving It) de Mel Brooks : R.M. Renfield
- 1996 : Mojave Moon de Kevin Dowling : Tire Repairman
- 1997 : Bean, le film le plus catastrophe (Bean) de Mel Smith : David Langley
- 1999 : P'tits génies (Baby Geniuses) de Bob Clark : Dan
- 2004 : Rupture mode d'emploi (Breaking' All The Rules) de Daniel Taplitz : Philip Gascon
- 2005 : Behind the Curtain (en) (court métrage) d'Alvaro Ron : Vincent Poinsetta
- 2012 : Battleship de Peter Berg : le secrétaire de la Défense des États-Unis

#### Télévision
- 1984 : Safe Harbor
- 1986 : Johnny Bull : Joe Kovacs
- 1990 : By Dawn's Early Light : Lt. Cmdr. Tom Sedgewicke
- 1992 : The Powers That Be : Bradley Grist
- 1994 : Les Contes de la crypte (épisode Une punition à la mesure du crime) :  Austin Haggard
- 1994 : Roswell, le mystère (Roswell) : Lewis Ricket
- 1994-1995 : La Vie à tout prix (Chicago Hope) : Alan Birch
- 1996 : Abducted: A Father's Love : Roy Dowd
- 1997-2002 : Ally McBeal (103 épisodes) : John Cage
- 1998 : Les Soupçons de Mary (Silencing Mary) : Lawrence Dixon
- 2001 : The Ponder Heart : oncle Daniel
- 2003 : Crazy Love : le mari
- 2005 : Numb3rs (94 épisodes) : Dr Larry Fleinhardt
- 2006 : Boston Justice : Trop c'est trop (Race Ipsa) (saison 2 épisode 23) : Dr. Sydney Field
- 2007 : 24 heures chrono (saison 6, 24 épisodes) : Tom Lennox
- 2008 : 24 : Redemption : Tom Lennox
- 2010 : Grey's Anatomy : Dr Robert Stark
- 2012 : Game Change de Jay Roach : Rick Davis, directeur de campagne
- 2013 : La Diva du divan : Dr Albert Gunner
- 2013-2015 : Marvel : Les Agents du SHIELD : professeur Elliot Randolph
- 2015 : CSI: Cyber : Simon Sifter
- 2016-2017 : Veep : Jeff Kane (6 épisodes)
- 2018 : The Big Bang Theory : docteur Robert Wolcott (saison 11 épisode 20)
- 2019 : Les Désastreuses Aventures des orphelins Baudelaire : Ishmael
- 2020 : All Rise : juge Albert Campbell (Saison 1 épisode 12)

#### Doublage

##### Films d'animation
- 1996 : Toto Lost in New York : Ork
- 1998 : La Légende de Brisby (The Secret of NIMH 2: Timmy to the Rescue) : Narrateur
- 2001 : La Cour de récré: Vive les vacances (Recess: School's Out) : Fenwick
- 2002 : Balto II: La Quête du Loup : Muru
- 2005 : Stuart Little 3 : En route pour l'aventure : Bickle, le chef des scouts
- 2013 : Scooby-Doo et le Fantôme de l'Opéra : Dewey Ottoman

##### Séries télévisées
- 1999 : Une niche pour deux (The Pooch and the Pauper) : Liberty

##### Séries d'animation
- 1999 : Olive, the Other Reindeer : Fido
- 2004 : This Just In : Craig Tindle
- 2017 : Raiponce, la série : Nigel, conseiller du roi

##### Jeux vidéo
- 2008 : Harvey Birdman: Attorney at Law (en) : X the Eliminator
- 2011 : Batman Arkham City : Le Chapelier fou
- 2013 : Batman: Arkham Origins : Le Chapelier fou
- 2015 : Batman: Arkham Knight : Le Chapelier fou

### Comme réalisateur
- 1997 et 1999 : Ally McBeal
- 2000 : Boston Public

## Voix françaises
En version française, Denis Boileau est la voix la plus régulière de Peter MacNichol, jusqu'en 2013. Daniel Lafourcade l'a également doublé à cinq reprises.
| - Denis Boileau dans : - La Vie à tout prix (série télévisée) - Ally McBeal (série télévisée) - P'tits Génies - Numb3rs (série télévisée) - Rupture, mode d'emploi (en) - 24 Heures chrono (série télévisée) - 24 Heures chrono : Redemption (téléfilm) - Boston Justice (série télévisée) - Grey's Anatomy (série télévisée) - Battleship - Marvel : Les Agents du SHIELD (série télévisée) - Daniel Lafourcade dans : - Roswell, le mystère (téléfilm) - Bean - Game Change (téléfilm) - Veep (série télévisée) - Looney Tunes : Daffy et Porky sauvent le monde (voix) | - Michel Mella dans (les jeux vidéo) : - Batman: Arkham City (voix) - Batman: Arkham Origins (voix) - Batman: Arkham Knight (voix) Et aussi - Bernard Alane dans Le Dragon du lac de feu - Thierry Bourdon dans Le Choix de Sophie - Luq Hamet dans Banco - Vincent Violette dans SOS Fantômes 2 - Michel Muller dans Fais comme chez toi ! - Emmanuel Curtil dans Les Valeurs de la famille Addams - Pierre Laurent dans Dracula, mort et heureux de l'être - Roland Timsit dans La Légende de Brisby (voix) - Serge Faliu dans Stuart Little 3 : En route pour l'aventure (voix) - Gabriel Le Doze dans Spectacular Spider-Man (voix) - Yann Guillemot dans Les Experts : Cyber (série télévisée) |

## Distinction

### Récompense
- 2001 : Emmy Award du meilleur acteur dans un second rôle (dans Ally McBeal)